# Clément Janequin
Clément Janequin (c. 1485 - 1558) fou un compositor francès del Renaixement. Va ser un dels més famosos compositors de les cançons populars de tot el Renaixement juntament amb Claudin de Sermisy i Pierre Passereau, va tenir també una influència important per al desenvolupament de la chanson parisenca, especialment de tipus programàtic. La gran divulgació que va tenir la seva fama va ser possible gràcies a l'actiu desenvolupament de la impressió per part de Pierre Attaignant, i del compositor Guillaume Costeley, que fou un fidel seguidor de la seva música.
Junt al compositor florentí Nicolaus Zacharie feu servir la caccia per a alguna de les seves composicions.

## El gaudi de viure
A la sofisticada melangia de la vella cançó succeïa un genuí gaudi de viure. L'objecte d'inspiració ja no era la rosa i noble criatura de noble llenguatge a la qual es dedica el platònic amor cortès, sinó la vivaç i popular noia morena. Els saborosos humors del cant popular penetren el teixit polifònic; així el joc subtil del savi contrapunt cedeix a l'encant imperiós d'un ritme robust i mogut. D'ideal, l'amor es fa terrenal i inclús llicenciós, tenyint-se d'un erotisme, ara francament expressat, ara emmascarat per malicioses metàfores; la muller és un deliciós jardí en el qual entra l'amant (En entrant en un jardin, de Claudin de Sermisy,un altre notable exponent de la cançó parisenca), o la que invita, com diu una cançó de C. Janequin, Au joly jeu de pousse avant (i la referència al cucut al·ludeix al cocu, que en francès significa, com se sap, marit enganyat). Quant al ritme mogut, es produeix sempre que ho requereix el text verbal, amb les paraules: dansar, volar, brillar, llampeguejar, empènyer, despertar-se, etc. La nova cançó s'inspira, en definitiva, en la poesia, els accents i significats de la qual tradueix puntualment, i no pren les paraules com a pretext de meres construccions sonores, com ocorria en l'edat mitjana. És això, preludia l'estil vocal del melodrama barroc.

## Vida
Es tenen poques noticies de la seva vida. Ordenat sacerdot vers el 1530, fou successivament prevere d'Unverre en la diòcesi de Chartres, capellà del cardenal de Lorena i més tard del Duc de Guisa, les quals empreses militars celebrà amb les cançons guerreres El setge de Metz i La batalla de Renty. Amb Francesc I, participà en la batalla de Marignano, esdeveniment que fou evocat per la seva cançó descriptiva més cèlebre. El 1559, any de la seva mort, al dedicar l'antologia El verger musical a la reina de França (Caterina de Mèdici), es lamentava de viure en la misèria. Les seves obres tingueren una gran difusió i en vida de l'autor foren impreses a París, Venècia, Anvers i Roma. El seu enginy fou lloat en vers i en prosa pels millors escriptors del seu temps.
De la producció religiosa d'aquest sacerdot en resta solament una missa i un motet. Pel contrari, ens han arribat, al voltant de tres-centes cançons polifòniques, la més famosa de les quals és l'anomenada Batalla de Marignano: gran descripció vocal que evoca de forma impressionant els mils rumors de la comtessa, els crits dels soldats, les ordres dels oficials, els tocs de corneta i el fragor de les armes. Amb ella, l'autor adquirí un sobtat renom arreu de tota l'Europa musical; el gran Andrea Gabrieli feu una transcripció orquestral de la mateixa i Francesco da Milano l'adaptà per a llaüt. Encara que la Batalla aparegué durant el segle xiv, període d'ars nova, no s'havia escoltat mai res semblant en música. pel demés, la majoria de les seves cançons tracten temes molt diferents. A Janequin li agradava posar música a desimboltes poesies galants, sempre a costa de la dona (per això fou considerat un anti-feminista en la famosa querelle des femmes). Però també sabia donar veu a temes sentimentals, malgrat que un xic maliciosos, o a texts elegíacs o, cosa nova per a l'època a arguments baquis.
A vegades connectava amb la melangia i els esllanguiments de Josquin (L'amor, La mort i la vida, Pobre cor cansat); altres vegades es torna satíric, amb vives escenes descriptives (L'empolainament de les dones, La gelosia). En la magnifica cançó titulada La caça ens fa assistir a totes les peripècies de l'acció, a la persecució del cérvol per part dels cortesans en el bosc de Fontainebleau, i a l'arribada del rei, que finalment mata a l'animal. En Cant dels ocells, els petits volàtils fan burla del cucut, i en el Cant de l'alosa el compositor troba el pretext per a delicioses tonades.
L'art desimbolt i brillant d'aquest músic original marca amb la seva petjada tota una època. tingué molts imitadors, entre ells el flamenc Nicolas Gombert, que l'imità amb La caça de la llebre i El cant dels ocells, i el francès Guillaume Costeley, que imità la seva Batalla en La presa de Le Havre i La presa de Calais. El llenguatge musical de C. Janequin preparà un procés que transformà gradualment el contrapunt en harmonia, l'escriptura dita horitzontal de les diverses melodies que coexistien simultàniament, en escriptura vertical dels sons que se superposen als acords. Janequin utilitzà encara, amb sobrietat, els artificis del contrapunt, el cànon i l'imitació; però la seva creació estava orientada vers el descobriment del nou món de l'harmonia, el qual implica un gradual abandonament de les escales medievals i l'ús de les modernes tonals.
El seu estil coral es distingeix per una limpidesa que li prové de l'exemple de Josquin, al que conegué i la qual ensenyança probablement rebé. La seva predilecció per la descripció sonora el portava a usar l'onomatopeia amb una perícia i una inspiració que es dirien barroques (Lire, lire, ly, ferelire li lity pitire...Fan fari lari laron, fan fari lari Iraron, fan...) a reforçar la rima interna amb irresistibles efectes martellets (Or oyez tue, tue, tue, ce vilain cornu, coqu, tortu, bossu...). La seva rítmica era franca i vigorosa, però ensems dúctil i subtil, i alterna amb naturalitat el binari i el ternari. Finalment, el seu melodisme diatònic l'inclinà en les seves últimes composicions a un expressiu cromatisme, a exemple dels madrigalistes italians.